# Hirson
Hirson (in piccardo Urchon) è un comune francese di 9 801 abitanti situato nel dipartimento dell'Aisne della regione dell'Alta Francia.

## Società

### Evoluzione demografica
Abitanti censiti

## Amministrazione

### Gemellaggi
- Marcinelle
- Schramberg
- Königsee